# Plectorhinchus plagiodesmus
Plectorhinchus plagiodesmus es una especie de peces de la familia Haemulidae en el orden de los Perciformes.

## Morfología
• Los machos pueden llegar alcanzar los 90 cm de longitud total.

## Distribución geográfica
Se encuentra desde Somalia hasta KwaZulu-Natal (Sudáfrica) y Madagascar.